# Huevo de Pascua

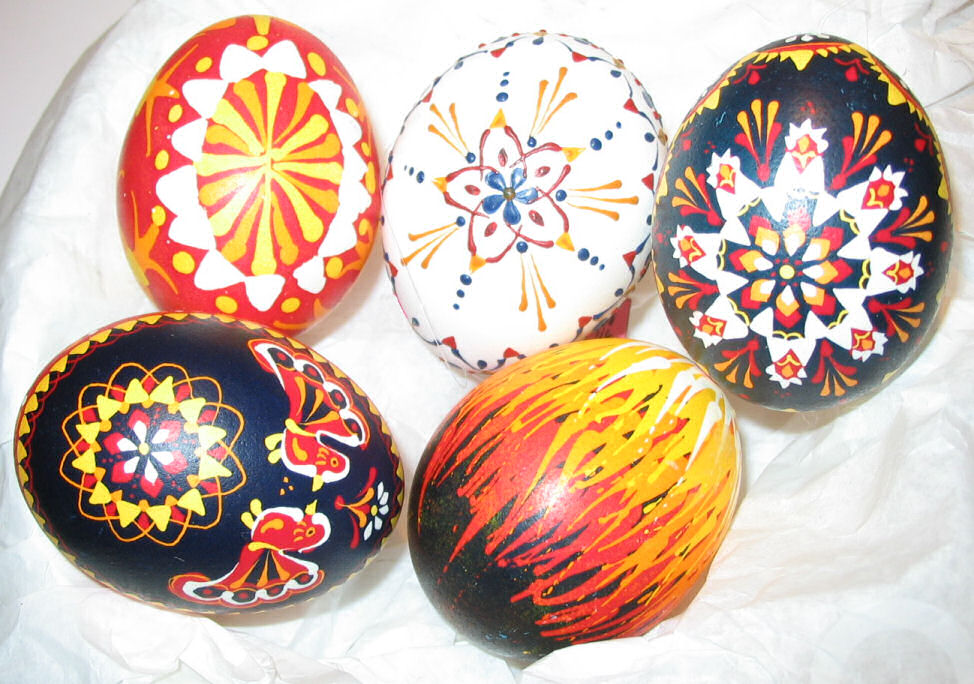
Huevos de Pascua

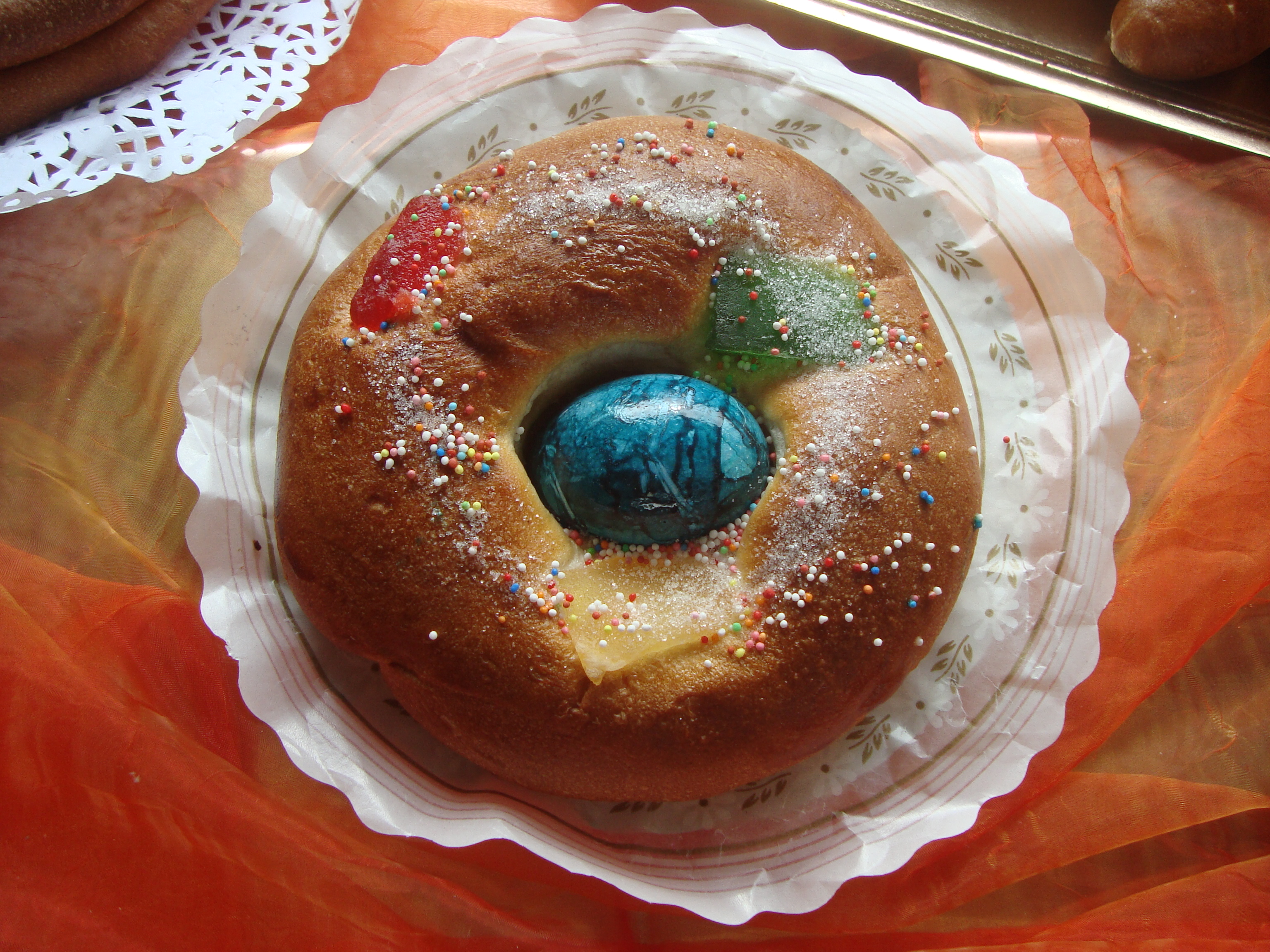
Huevo de Pascua (Torreblanca, Castellón)

El huevo de Pascua es una tradición gastronómica de la fiesta de Pascua.
Tanto en las culturas paganas como en el cristianismo primitivo era el símbolo de la fertilidad, y en parte representaba el inicio de un ciclo. Se regalaban huevos como símbolos de prosperidad y fertilidad. En el mundo eslavo su decoración alcanzó un auge especial, en la tradición de la písanka.
En efecto la tradición se remonta a varios siglos antes del cristianismo y una de las primeras asociaciones del huevo de Pascua como símbolo de resurrección gira en torno al héroe griego Teseo. 

## En la prehistoria
Se piensa que el origen de la tradición de comer huevos al finalizar el invierno es una reminiscencia de la Edad de Hielo. Tras el duro invierno, y cuando apenas quedaban provisiones, con la llegada de la primavera volvían las aves desde el sur (esto solo es aplicable al hemisferio norte) y empezaban a poner huevos, de los que se alimentaban los seres humanos hasta que podían volver a cazar con la llegada de mejores temperaturas.

## En el judaísmo
El huevo de Pascua no aparece como un símbolo dentro de la costumbre judía. Sin embargo, en varios países, como por ejemplo, en Estados Unidos, Polonia, etc. existe el simbolismo de utilizar un huevo decorado dentro del plato (Keará) que se prepara durante el Séder de Pésaj, como una representación de la continuidad del ciclo de la vida (por su forma ovalada). Otro significado dentro de la creencia judía que se le otorga al huevo durante el Séder es el del endurecimiento del corazón de faraón Ramsés II, que no permitía salir al pueblo hebreo de Egipto. Un tercer significado que se le atribuye al simbolismo del huevo es el fortalecimiento que presentó el pueblo judío al lograr salir de Egipto durante el Éxodo, aunque no existan pruebas arqueológicas que aseveren tales afirmaciones.

## En el cristianismo

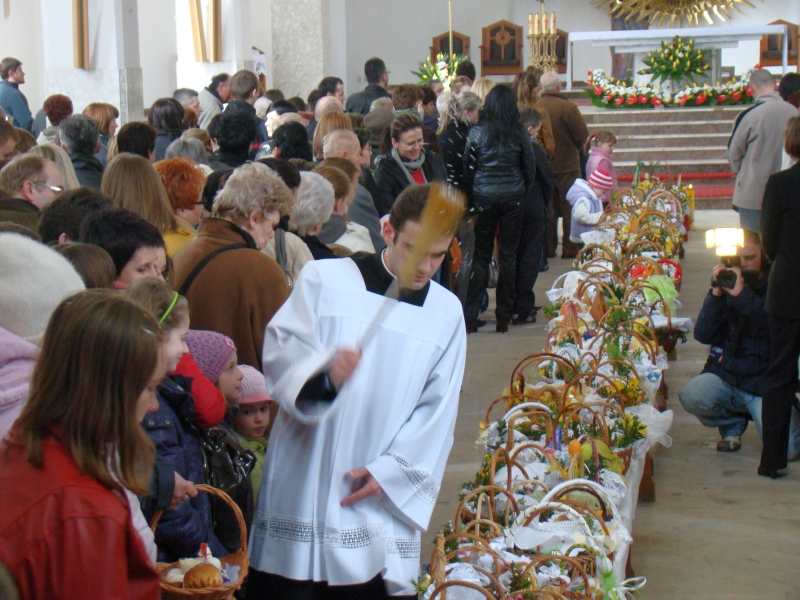
Bendición de cestas con huevos de Pascua el Sábado Santo

El intercambio de huevos de Pascua de comida  está muy extendido en diversos países de Europa y América. La elaboración y decoración de un huevo relleno como tradición pascuense se remonta al siglo XIX. 
Por estas fechas las cocinas comienzan a decorar sus escaparates con coloridos huevos rellenos 
Una explicación es que, en ciertas épocas pretéritas, los huevos fueron considerados carne, por lo que no se podían comer durante la Cuaresma, aunque las gallinas, como es natural, seguían poniendo. Los huevos se conservaban cocidos y se consumían al terminar la Cuaresma, en la Pascua. El hecho de asociar el huevo con la fertilidad y por coincidir la Pascua con la estación primaveral, estación fértil por excelencia, hace que haya quedado establecido en toda Europa como símbolo de la Pascua. De modo que, muy pronto, los pasteleros de época comenzaron a elaborarlos utilizando distintos ingredientes. Primero fue el azúcar, luego el chocolate.
En la Edad Media, el intercambio de huevos se hacía con huevos de tortuga, a los que se trataba la cáscara mediante diferentes procesos para decorarla. Muchas veces eran verdaderas obras de arte.
La costumbre del conejo de Pascua, que consiste en esconder huevos pintados o de chocolate en las casas, para la alegría y regocijo de los niños que los encuentran, se sigue manteniendo en muchos países. En algunos, los huevos forman bouquets. En los jardines de la Casa Blanca, el día de Pascua se organiza una carrera de chicos que hacen rodar los huevos. Gana quien llegue más lejos y sin romperlos. En Medio Oriente todavía se siguen intercambiando huevos carmesí, para recordar la sangre de Cristo, y en Polonia y Ucrania hacen verdaderas obras de arte con cera fundida sobre la cáscara.

## Origen de la decoración del huevo de Pascua
El origen remoto del huevo de Pascua viene de la Diosa de la fertilidad mesopotámica Ishtar, (Astarté, Asera, Astaroth, Inanna), adorada por los babilonios, asirios, fenicios, cananeos.   
También es por eso que en inglés Pascuas aún se llama Easter y en alemán, Ostern.

### Teseo y la tradición helénica primitiva

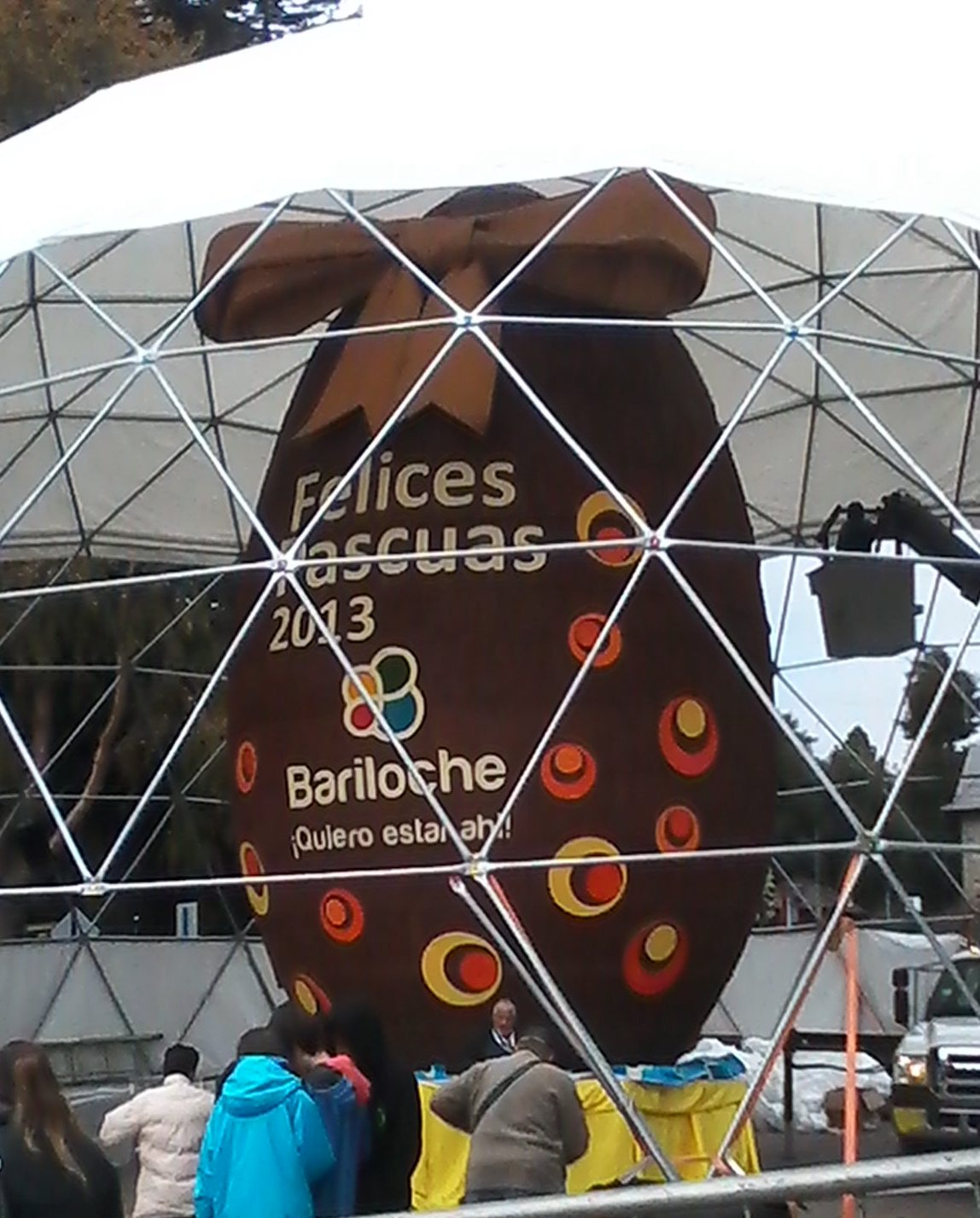
El huevo de chocolate más grande del mundo. 8,5 m, en Bariloche (Argentina)

Aparece en la jarra de vino etrusca de Tragliatella (aproximadamente 700 a. C.), en el que se representa al rey sagrado y su sucesor escapando de un laberinto. El otro lado de este jarrón ilustra un desfile a pie en la dirección del Sol, encabezada por el rey sagrado desarmado. Siete hombres le escoltan y cada uno de ellos lleva tres jabalinas y un gran escudo con el dibujo de un jabalí, y el sucesor armado con una lanza va a la retaguardia. El jabalí sería la insignia familiar del rey sucesor, y los siete hombres representarían los siete meses gobernados por el sucesor, que caen entre la cosecha de manzanas y las fiestas de la fertilidad.
La escena tiene lugar el día de la muerte ritual del rey, y la diosa Luna (en este caso Pasífae) ha salido a su encuentro (una terrible figura con túnica y con un amenazante brazo en jarras, mientras que con el otro brazo extendido le ofrece una manzana, que es su pasaporte para el Paraíso); las tres jabalinas que lleva cada hombre significan la muerte.
Sin embargo, el rey es acompañado por una pequeña figura femenina con túnica como la otra; quizá sea la princesa Ariadna (que ayudó al héroe Teseo a salir del laberinto mortal en Cnosos). El rey muestra audazmente, como un contrahechizo de la manzana, un huevo de Pascua, el huevo de la resurrección. La Pascua era la estación en que se realizaban las danzas «Ciudad de Troya» en los laberintos hechos sobre el césped (quizá como una coreografía) en Gran Bretaña prehistórica y también en Etruria.
En el frente de la jarra hay un dibujo laberíntico que se encuentra no solo en ciertas monedas de Cnosos, sino también en los intrincados dibujos hechos en el césped y que hasta el siglo XIX pisaban los escolares británicos en la Pascua de Resurrección.
Un huevo sagrado etrusco de traquita negra pulimentada, encontrado en Perusa (Italia), con una flecha en relieve a su alrededor, es este mismo huevo sagrado. (Artículo principal: Jarra de Tragliatella)

#### La tradición eclesiástica posterior
Entre los siglos IX y XVIII, la Iglesia prohibió el consumo de huevos durante la Cuaresma por considerarlo equivalente a la carne, y por ello la gente los cocía y los pintaba para diferenciarlos de los frescos y poder consumirlos el día de Pascua de Resurrección. Con el tiempo, estas tradiciones se incorporaron a la festividad de Pascua de Resurrección y hoy en día el huevo de Pascua es un símbolo universal. Para muchos, el huevo se asemeja a la resurrección como un símbolo de vida nueva.

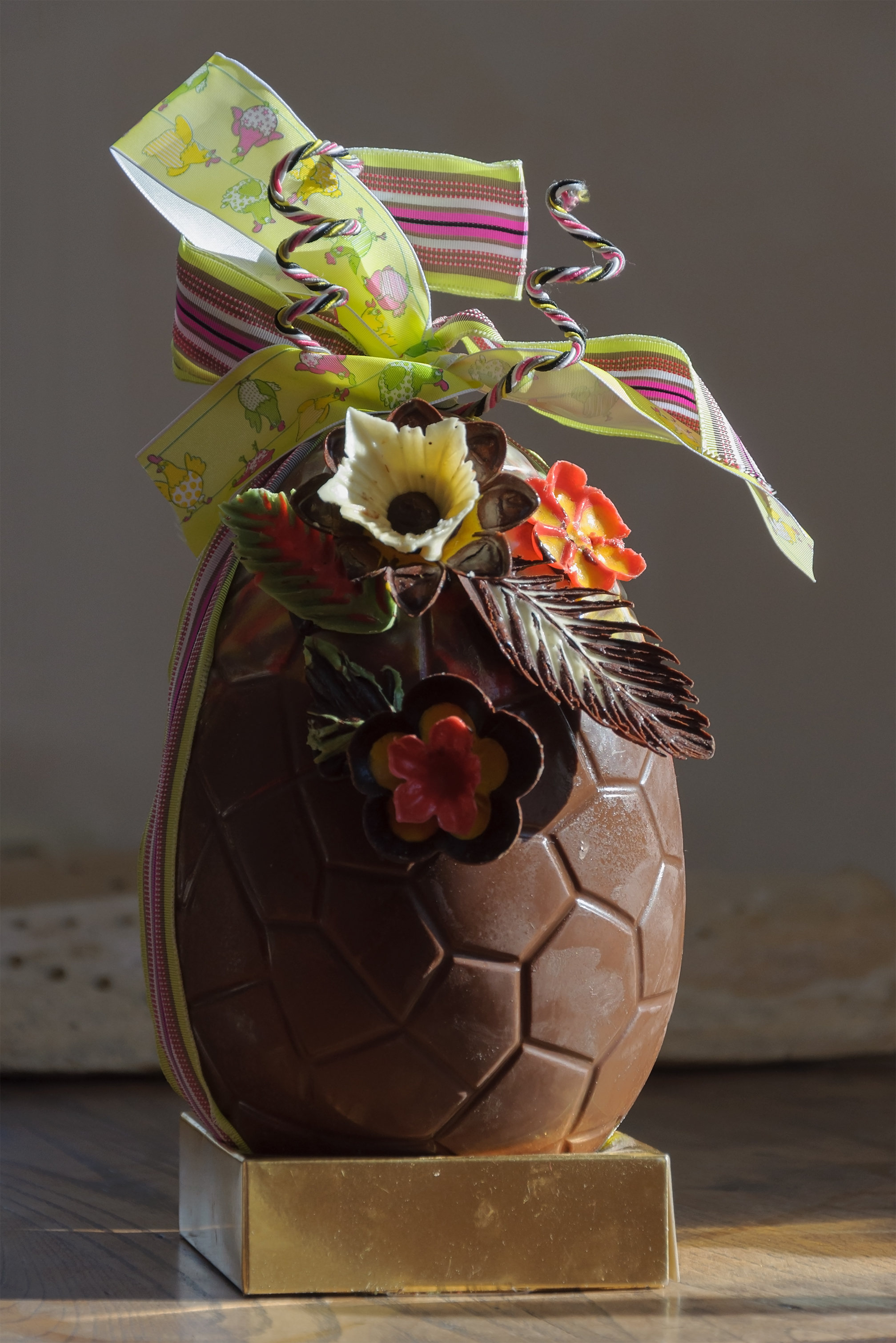
Huevo de Pascua de chocolate decorado

En la actualidad, la tradición continúa con algunas variaciones. En Europa se mantiene la costumbre que data desde la Edad Media de adornar huevos con teñidos y pintados. Aunque parece que la práctica de huevos ornamentales era principalmente elaborada por clases altas o de recursos, se difundió a decoraciones más sencillas, como con el empleo de hojas de árbol para crear patrones sobre el cascarón. El comercio y la modernidad, por su parte, se han encargado de incorporar los huevos de chocolate, y los huevos de plástico para ser llenos de dulces, y que según la leyenda son escondidos por el conejo de Pascua para que los niños los busquen, y por consiguiente, los encuentren y se los coman. En Argentina y Uruguay, se conserva la tradición de regalar huevos de Pascua decorados artesanalmente con glasé multicolor o bien en chocolate. Mientras, en el norte de México huevos rellenados de confeti, conocidos como cascarones, son decorados y cubiertos con papel.

## En la cultura popular
Bajo el nombre de "Huevos de Pascua" (ing, "Easter Eggs" ) se editó un álbum compilatorio de Elvis Presley con temas de origen góspel y también baladas románticas. A diferencia de la gran mayoría de álbumes de Elvis que fueron producidos por RCA, en este caso fue editado por CMT y producido por Star production, 